# Aeropuerto Internacional Josefa Camejo
El Aeropuerto Internacional Josefa Camejo (IATA: LSP, OACI: SVJC), es un terminal aéreo en la península de Paraguaná en el Estado Falcón. Se encuentra ubicado al noreste de la ciudad de Punto Fijo, Venezuela. Mueve aproximadamente 30 000 pasajeros al año, principalmente en vuelos internacionales (trampolín para la salida de vuelos chárteres) hacia las islas ABC.
A pesar de haber sufrido el hurto de sus luces de balizaje en cinco oportunidades en el año 2017, con una inversión de 200 000 dólares estadounidenses se logró recuperar la operatividad nocturna. La reanudación de los vuelos internacionales se produjo el 24 de abril de 2018 con un vuelo procedente de Aruba. Con dos vuelos diarios a la isla los comerciantes de las instalaciones del aeropuerto ven con optimismo la reactivación del terminal aéreo.
El 18 de mayo de 2018, Aruba Airlines inauguró la ruta internacional más corta del mundo. Su duración toma 8 minutos pero puede alcanzar los 6 minutos si el tiempo es favorable
Cabe destacar que en el busto de la heroína Josefa Camejo, la cual está ubicado en las instalaciones del aeropuerto, en el anverso de un billete de Dos (2) Bolívares Soberanos, tras el anuncio de la reconversión monetaria a partir del próximo día 20 de agosto de 2018.

## Aerolíneas y destinos
| Destinos por aerolínea                    | Destinos por aerolínea                             |
| Aerolíneas                                | Ciudades                                           |
| ----------------------------------------- | -------------------------------------------------- |
| Avior Airlines 1 destino                  | Nacional (1): Caracas                              |
| Conviasa 1 destino                        | Nacional (1): Caracas                              |
| Rutaca Airlines 1 destino                 | Nacional (1): Caracas Internacional (1): La Habana |
| Venezolana 1 destino                      | Nacional (1): Caracas                              |
| Total: 2 destinos, 2 países, 4 aerolíneas |                                                    |

### Destino internacional
| Ciudad                                | Nombre del aeropuerto               | Aerolíneas      |           |           |
| El Caribe                             | El Caribe                           | El Caribe       | El Caribe | El Caribe |
| ------------------------------------- | ----------------------------------- | --------------- | --------- | --------- |
| Cuba (1 destino, 1 aerolínea)         |                                     |                 |           |           |
| La Habana                             | Aeropuerto Internacional José Martí | Rutaca Airlines |           |           |
| Total: 1 destino, 1 país, 1 aerolínea |                                     |                 |           |           |

### Destino nacional
| Ciudades                                 | Nombre del aeropuerto                               | Aerolíneas                                               | Frecuencias |
| ---------------------------------------- | --------------------------------------------------- | -------------------------------------------------------- | ----------- |
| Distrito Capital - Caracas               | Aeropuerto Internacional de Maiquetía Simón Bolívar | Avior Airlines / Conviasa / Rutaca Airlines / Venezolana | 9           |
| Total: 1 destino, 2 estado, 5 aerolíneas |                                                     |                                                          |             |

Operan las siguientes aerolíneas con los respectivos equipos, así
- Avior Airlines: Boeing 737-200 / Boeing 737-400
- Conviasa: Embraer 190
- Venezolana : McDonnell Douglas MD-83

### Futuros destinos
| Posibles destinos 2023 | Posibles destinos 2023              | Posibles destinos 2023 | Posibles destinos 2023 |
| Destino                | Aeropuerto                          | Aerolíneas             | Fecha de inicio        |
| ---------------------- | ----------------------------------- | ---------------------- | ---------------------- |
| Ciudad de Panamá       | Aeropuerto Internacional de Tocumen | Venezolana             | Planes de inicio 2024  |

### Destinos suspendidos
| Aerolíneas                   | Ciudades                                       |
| ---------------------------- | ---------------------------------------------- |
| Albatros Airlines 2 destinos | Nacional (1): Maracay Internacional (1): Aruba |
| Aruba Airlines 1 destino     | Internacional (1): Aruba                       |
| Conviasa 2 destinos          | Internacionales (2): Aruba / La Habana         |
| Turpial Airlines 1 destino   | Nacional (1): Valencia                         |